# La Roche-sur-le-Buis
La Roche-sur-le-Buis é uma comuna francesa na região administrativa de Auvérnia-Ródano-Alpes, no departamento de Drôme. Estende-se por uma área de 27,72 km². Em 2010 a comuna tinha 295 habitantes (densidade: 10,6 hab./km²).